# Distretto di Ikongo
Il distretto di Ikongo è un distretto del Madagascar situato nella regione di Vatovavy-Fitovinany. Ha per capoluogo la città di Ikongo.
La popolazione del distretto è di 176 293 abitanti (censimento 2011).